# Louis Morel (sculpteur)
Pour les articles homonymes, voir Louis Morel (homonymie) et Morel.
 (juillet 2015).
Louis Fernand Morel, dit Louis Morel, né le 30 novembre 1887 à Essoyes (Aube) et mort le 29 mars 1975 à Troyes (Aube), est un peintre et sculpteur français.

## Biographie
Fils d'un vigneron et d'une couturière, Louis Morel développe dans sa jeunesse un goût prononcé pour la sculpture. C'est sur les conseils d'Auguste Renoir, dont la femme, Aline Charigot, est native du même village, et de son parrain, Louis Giot, que ses parents lui feront faire des études de sculpture à l'École des beaux-arts de Paris sous la direction de Jean-Antoine Injalbert. Alfred Boucher lui offre l'hospitalité à La Ruche, où Morel aura un atelier dans lequel il travaillera la plus grande partie de sa vie.
Sa première participation au Salon des artistes français a lieu en 1906. Il obtient une médaille d'argent en 1921 et devient également sociétaire de cette institution.
Il est très attaché à son village natal et à la maison familiale. Sa Femme nue (1914) ornant la sépulture de la famille Pichon crée une polémique au sein des habitants du village.
À la suite de Richard Guino, il devient l'assistant d'Auguste Renoir pour la réalisation de sculptures. En 1918 à Essoyes, il réalise deux hauts-reliefs[Lesquels ?] en terre cuite d'après un dessin d'Auguste Renoir.
Le fonds de son atelier et son mobilier sont vendus aux enchères le 28 septembre 2008 et le 4 octobre 2008.
Louis Morel est inhumé en mars 1975 au cimetière d'Essoyes.

## Collections publiques
- Bourg-en-Bresse, musée de Brou :
  - Le Pont des halles ; rue Charles Robin, 1960, huile sur contreplaqué[5]
  - Moulin de Brou sous la neige, avant 1971, huile sur isorel[6]
  - Moulin des halles, Brou, avant 1974, huile sur carton[7]
  - Portrait d'Alfred Chanut, avant 1972, huile sur toile[8]
- Essoyes, cimetière : Femme nue, 1914, statue ornant la sépulture Pichon
- Lochieu, musée départemental du Bugey-Valromey : La rivière d'Ain, vers 1964, huile sur Isorel.
- Sainte-Savine, cimetière : Noël Le Coutour, buste
- Troyes, musée des beaux-arts :
  - Tête d'enfant, avant 1913, marbre[9]
  - Tête d'enfant, avant 1916, marbre[10]
  - Masque d'éphèbe, avant 1917, bronze[11]
  - Tête de Christ, avant 1941, bronze[12]
  - Maquette du monument aux Morts 1914-1918 de la Ville de Troyes, 1926, plâtre[13]
  - Diane accroupie, avant 1931, plâtre original[14]
  - Antoine Eugène Farjon, 1936, marbre[15]
  - Mme Farjon, avant 1939, buste en bronze[16]
  - Le Bon Pasteur, avant 1939, bas-relief en plâtre[17]
  - Intérieur, avant 1934, huile sur toile[18]
  - Madame Farjon mère assise dans une bergère jaune, avant 1939, huile sur toile[19]
  - Madame Farjon, avant 1939, huile sur carton[20]

## Salons
- Paris, Salon des artistes français de 1906
- Troyes, Salon de la Société artistique de l'Aube en 1913 : Tête d'enfant, marbre
- Paris, Salon des artistes français de 1921, remporte une médaille d'argent
- Troyes, Salon de la Société artistique de l'Aube en 1941 :  Tête de Christ, bronze

## Expositions
- Exposition collective au musée du Montparnasse, « La Ruche, cité d'artistes au regard tendre », du 13 décembre 2002 au 14 mai 2003 : Fleurs  trois études peintes à l'huile, vers 1900, Paysage à la Ruche, dessin vers 1920.

### Iconographie
- Antoine Eugène Farjon, Masque de Louis Morel, 1936, bronze, Troyes, musée des beaux-arts[21]